# 自然放射線
自然放射線（しぜんほうしゃせん）とは、人間の活動とは無関係に自然界にもともと存在している放射線の総称である。自然放射線による被曝の内、人間の活動により増幅された放射線による被曝は人工被曝に分類される場合もある。

## 概説
自然放射線の分類方法は幾通りもある。例えば、その起源に着目して分類するならば、（1）宇宙線、（2）天然放射性核種（主に原始放射性核種）からの放射線の二つに分類することができる。
人間は宇宙線から年間ほぼ390 μSv(マイクロシーベルト、= 0.39 mSv)、地殻・建材などに含まれている自然放射性核種から年間480 μSv(= 0.48 mSv)の外部被曝を受けている。そして体内に存在している自然放射性核種（カリウム40、炭素14）から年間ほぼ290 μSv(= 0.29 mSv)の内部被曝を受けている。これらに加え、空気中に含まれているラドンから年間約1260μSv(= 1.26 mSv)の被曝を受けている。これらを合わせた自然界からの年間被曝線量は世界平均で2400μSv(= 2.4 mSv)前後、日本においては2100μSv(= 2.1 mSv)とされている（2011年推定値）。
自然放射線のうち、自然放射性核種（天然放射性核種）からのものに着目すると、《体内被曝》および《地殻からの体外被曝》がそれに相当し、その大部分はカリウム40によるものである。カリウムは環境中に多量に存在しており、生物にとって必須の元素である。天然のカリウムのうち0.01%強がカリウム40であり、生物がカリウムを取り込む時には必ずカリウム40も体内に摂取される。カリウム40に次ぐ被曝をもたらしている自然放射性核種は、ラドンの核種である。

## 宇宙線によるもの
宇宙から飛来する放射線の量とされる数値は資料によって異なっており、市川の文献では年間ほぼ300 μSv(= 0.3 mSv)、ジョゼフ・ヴァイスの文献では年間2.5 mSv(= 2,500 μSv)、『放射線利用の基礎知識』では0.39 mSv(= 390 μSv)などとされる。
高度が高くなると宇宙からの放射線は空気という遮蔽物が減るために、1,500mごとに約2倍になる。国際線のジェット機では国内線より長時間高高度を飛行するために比較的強く放射を受ける。通常の飛行高度は1万m程度なので、これらの値から計算してみれば
{\displaystyle 2^{10000/1500}\approx 102}
と地上の約100倍もの放射線量に被曝することになる。
東京-ニューヨーク間の往復の飛行では、0.11～0.16 mSv(= 110～160 μSv)の放射線を受けるといわれている。また、成田-ニューヨーク間を搭乗する航空機乗務員に実際に被ばく線量計を装着させて実測したところ、年に800－900時間搭乗すると被ばく線量は年間約3 mSv(= 3,000 μSv)になるという報告がある。
地球磁気圏内である高度400km前後の上空で周回する国際宇宙ステーション滞在中の宇宙飛行士の被曝線量は、1日当たり1 mSv(= 1,000 μSv)程度となる。地球磁気圏外の宇宙空間でも同様に被曝線量は1日当たり1 mSv(= 1,000 μSv)程度と言われている。惑星間宇宙空間での被ばく量は年間400-900 mSv (1日当たり1-3 mSv) と言われている。
宇宙飛行士のワレリー・ポリャコフは、1994年1月8日にソユーズTM-18で打ち上げられ、ミールLD-4に437.7日間滞在し、単一ミッションでの最長宇宙滞在時間の記録を有する（宇宙飛行の記録一覧も参照）。この宇宙飛行での被曝線量は400mSvを超えていると推定される。
太陽フレアが発生すると、多くのX線、ガンマ線、高エネルギー荷電粒子が発生する。またフレアに伴い、太陽コロナ中の物質が惑星間空間に放出される（コロナ質量放出）ことが多い。また地球磁気圏外（例えば月面滞在や火星有人飛行時）では、太陽フレア時のX線およびガンマ線による被曝が、人の致死量を超えることもある。
地球磁気圏外に滞在したことのあるアポロ月面宇宙飛行士は、地球低軌道を超えない宇宙飛行士と比較して心血管疾患による死亡率が4，5倍高かったことが報告されている。この原因として血管内皮に対する深宇宙放射線の影響の可能性が指摘されている。

## 天然放射性核種（自然放射性核種）からのもの

### 地殻中の自然放射性核種からの放射線
地下からは大地に含まれる放射性物質から、年間0.48 mSv(= 480 μSv)程度の放射線が発生している。これは地下になると強まるために、例えばトンネル内では放射線が僅かに強くなる。
地中の放射線物質は花崗岩に多く含まれており、この岩石の多い地域では自然放射線が強くなる。大地からの放射線は、地域により放射線の強弱が出る主要な要因である。

### 飲食物
人が日ごろ口にする水や食物にも極微量の放射性核種が含まれているために、常に体内被曝しているといえる。この被曝量は市川の文献では、年間ほぼ250 μSv(= 0.25 mSv)である、『放射線利用の基礎知識』では年間0.29 mSv(= 290 μSv)程度とされている。
主な内部被曝源としてはカリウム40や炭素14のような天然に存在する放射性同位体がある。体重60kgの人体にも、カリウム40で4,000ベクレル、炭素14で2,500ベクレルの天然の放射線物質があると言われている。
食品の種類によって放射性物質の量は異なりバナナ、ジャガイモ、インゲン豆、ナッツ、ヒマワリの種は自然放射能をやや多く持っている。最も自然放射能が多いのはブラジルナッツで、1kgあたり244.2ベクレルもあるが毎日食べても人体に影響の無いレベルにすぎない。

### 大気中の放射線源
空気からも年間1.26 mSv(= 1,260 μSv)の被曝がある。地球内部から漏れ出て自然に存在するラドンなどの気体がその微弱な放射源である。空気中からのラドンなどの放射性物質の摂取は、呼吸器系に影響を及ぼし、肺癌などのリスク要因になりうるとして、世界保健機関では屋内ラドン濃度が100ベクレル/m3未満に低減するよう注意を呼びかけている。

## 自然放射線の高さによって知られる地域
このような土地は、high level natural radiation areas (HLNRAs)と呼ばれる。
モナズ石（モナザイト）やバストネサイトなどには、放射性ウラン・トリウムが含まれ、温泉などに含まれるラジウムからは高い放射線が確認される。
- ケーララ州 - インド南部。モナズ石（モナザイト）が海岸に自然に堆積していることから。
- ラームサル - イラン。ラジウムを含む温泉が湧くため、高い放射線が確認される[21]。
- オルヴィエート - イタリア共和国中部。
- 陽江市 - 中国。
- グァラパリ - ブラジル。モナズ石（モナザイト）の堆積エリアがある[25]。

これらの地域で、がんの死亡率や発症率の顕著な増加は確認されていない。